# Cleveland Eclipse
Cleveland Eclipse war ein US-amerikanisches Frauenfußball-Franchise mit Sitz in Cleveland, Ohio.

## Geschichte
Das Franchise stieg zur Saison 1996 in den Spielbetrieb der USL W-League ein, am Ende platzierte sich die Mannschaft mit 9 Punkten auf dem fünften Platz der Central Region. Erstmals reichte es dann nach der Saison 1998 für die Playoffs, hier jedoch mittlerweile in der schwächeren W-2 Division. Dort scheiterte man aber in den Divisional Playoffs mit 0:1 gegen Fort Collins Force. In den nächsten Jahren reichte es dann nicht mehr für die Playoffs und nach der Saison 2001 wurde das Franchise schließlich auch aufgelöst.